# آندری چرکاسوف
آندری چرکاسوف ([Андрей Черкасов] Error: {{Lang}}: متن دارای نشانه‌گذاری ایتالیک است (راهنما)؛ زاده ۴ ژوئیهٔ ۱۹۷۰) یک تنیس‌باز اهل روسیه است.